# 12 î.Hr.

## Decese
- Marcus Vipsanius Agrippa, general și om de stat roman, locotenent al lui Augustus (n. 63/64 î.Hr.)